# Guy Rapp
Charles Edmond Auzanneau dit Guy Rapp, né le 29 mars 1900 dans le 7e arrondissement de Paris et mort le 17 août 1956 à Théoule-sur-Mer, est un acteur et metteur en scène français.

## Filmographie
- 1933 : Les Surprises du sleeping de Karl Anton
- 1933 : Rothchild de Marco de Gastyne
- 1933 : Primerose de René Guissart
- 1933 : On a volé un homme de Max Ophüls
- 1935 : La Banque Némo de Marguerite Viel
- 1934 : Dédé de René Guissart
- 1935 : Touche-à-tout de Jean Dréville : le réceptionniste
- 1935 : Une bonne affaire de Victor de Fast (court métrage)
- 1935 : En avant la musique d'André Pellenc (court métrage) : César Fourniment
- 1935 : Le Bébé de l'escadron de René Sti
- 1935 : Les Sœurs Hortensias de René Guissart
- 1936 : La Dame de Vittel de Roger Goupillières
- 1936 : Les Amants terribles de Marc Allégret
- 1938 : La Rue sans joie d'André Hugon : l'inspecteur Varnier
- 1939 : Le jour se lève de Marcel Carné
- 1939 : Sur le plancher des vaches de Pierre-Jean Ducis
- 1940 : Young as you feel de Malcolm Saint-Clair : le baron Gonzalès de Cordoba
- 1947 : La Renégate de Jacques Séverac : le trafiquant
- 1949 : Les Nouveaux Maîtres de Paul Nivoix : Padrovitch
- 1949 : On ne triche pas avec la vie de René Delacroix : l'inspecteur Bourgoin
- 1950 : Mademoiselle Josette, ma femme d'André Berthomieu : le directeur de l'hôpital
- 1952 : Jocelyn de Jacques de Casembroot
- 1952 : Foyer perdu de Jean Loubignac : Eugène Barbentin
- 1953 : Boum sur Paris de Maurice de Canonge
- 1954 : Piédalu député de Jean Loubignac
- 1955 : Milord l'Arsouille d'André Haguet : Évariste Marceau, le cordonnier
- 1955 : Si Paris nous était conté de Sacha Guitry : Marat
- 1955 : Coup dur chez les mous de Jean Loubignac

## Théâtre

### Comédien
- 1931 : La Crise ministérielle de Tristan Bernard, théâtre Albert 1er
- 1931 : Le Sauvage de Tristan Bernard, mise en scène Henri Burguet, théâtre Albert 1er

### Metteur en scène
- 1940 : J'ai 17 ans de Paul Vandenberghe, mise en scène Guy Rapp, théâtre de la Potinière
- 1954 : Les J3 de Roger Ferdinand, mise en scène Jacques Baumer, théâtre des Bouffes Parisiens (en tant qu'assistant à la mise en scène)